# Villabona
Villabona là một đô thị trong tỉnh Guipúzcoa thuộc cộng đồng tự trị Xứ Basque, Tây Ban Nha.